# Schoepfia velutina
Schoepfia velutina là một loài thực vật có hoa trong họ Schoepfiaceae. Loài này được Sandwith miêu tả khoa học đầu tiên năm 1929.